# Токио!
«То́кио!» (англ. Tokyo!) — киноальманах 2008 года, рассказывающий о японской столице Токио и его жителях, отчасти в гротескной и сюрреалистической форме. Состоит из трёх частей, снятых тремя режиссёрами — «Дизайн интерьера» (Мишель Гондри), «Дерьмо» (Леос Каракс) и «Сотрясающийся Токио» (Пон Чжун Хо) (в прокатной версии эта часть названа «Токиотрясение»). Совместное производство Японии, Германии, Франции и Южной Кореи.
Фильм был представлен на Каннском кинофестивале в рамках программы Un certain regard 14 мая 2008. Премьера в Японии состоялась 16 августа 2008, во Франции 15 октября 2008, в Южной Корее 23 октября 2008. Фильм показывался во внеконкурсной программе Второго международного кинофестиваля «Завтра» в Москве в октябре 2008. В российский прокат вышел 30 апреля 2009.

## Сюжет
Во всех трёх частях действие происходит в Токио, в наши дни.

### «Дизайн интерьера» (англ.Interior Design)
Парень с девушкой приезжают в Токио и останавливаются у школьной подруги. Они пытаются найти работу и снять жильё, но не очень успешно. Постепенно Акире удаётся преуспеть с трешовыми фильмами ужасов, которые он снимает. Однако Хироко чувствует себя ненужной и страдает от этого. Однажды утром она замечает, что части её тела постепенно истаивают и под ними проявляется деревянный каркас. Прямо на улице девушка превращается в стул, хотя и сохраняет способность снова принимать человеческий облик. В качестве стула её забирает к себе один музыкант. Хироко решает остаться у него и пишет письмо Акире, где говорит о том, что никогда ещё не чувствовала себя такой полезной.
Снято по мотивам комикса «Сесил и Джордан в Нью-Йорке» (Cecil and Jordan in New York) Габриэль Белл.

### «Дерьмо» (фр.Merde)
Жителей столицы начинает терроризировать непонятное существо — мужчина бомжеватого вида, в рваном костюме, с бельмом на глазу и с всклокоченными волосами, временами вылезающий из канализационного люка и набрасывающийся на прохожих. После того как он нашёл несколько гранат и устроил побоище на улице, его арестовывают и хотят судить. В мире находится только один человек, понимающий его речь, это парижский адвокат Месье Воланд, который прибывает на процесс в качестве переводчика. Оказывается, что существо из канализации — представитель особой цивилизации, который представился как «Дерьмо» (фр. Merde) и сообщил, что его цель — уничтожение японцев, потому что они «самые отвратительные из людей». Его приговаривают к повешению и приводят приговор к исполнению. Однако внезапно прямо из петли «Дерьмо» исчезает.
Фильм заканчивается объявлением о том, что продолжение следует и теперь это будут похождения господина «Дерьмо» в Нью-Йорке.

### «Токиотрясение» (англ.Shaking Tokyo)
Молодой человек Тэруюку — хикикомори, как называют людей, добровольно отрекшихся от социальной жизни. Он живёт один в квартире, полной книг, туалетной бумаги, бутылок с водой и пустых коробок от пиццы. В квартире есть комната, где когда-то жил его отец. Деньги приносят в конверте, ранее в нём было ещё и письмо. Все необходимое для жизни ему привозят курьеры, которым он никогда за 10 лет не смотрел в глаза.
Когда он принимал заказ от девушки, привёзшей пиццу, началось землетрясение, и Тэруюку впервые посмотрел другому человеку в глаза. Девушка падает в обморок. Пытаясь её привести в чувство, он теряется, но замечает на её теле татуировки в виде кнопок. «Кнопка включения» находилась выше её чулок, и когда он нажал на неё, девушка очнулась. Она замечает, что среди коробок пиццы есть одна, поставленная «вверх ногами», и Тэруюку поправляет её. Перед уходом она говорит, что «этот дом — само совершенство».
Тэруюку снова заказывает пиццу и хочет встретить девушку, надев рубашку, но курьером оказывается мужчина, который говорит, что девушка уволилась и «больше не выйдет на улицу». Мужчина говорит ему адрес её дома, и Тэруюку решает пойти к ней, но это ему удается не сразу. Он не любит свет, поэтому всё на улице кажется очень ярким. Он берёт велосипед, но застревает в кустах, которые росли вокруг всего дома. На улицах нет ни одного человека. Все люди стали хикикомори, а пиццу разносят роботы. Разглядывая каждого в нужном доме, в одном окне он замечает ту девушку. Он просит её выйти, но она запирает все окна и двери. Начинается землетрясение, и люди выбегают на улицы. Но как только оно заканчивается, все возвращаются обратно. Девушка тоже вышла и собиралась вернуться, но Тэруюку пытался остановить её. Сделать это ему удалось, «нажав» на кнопку «любовь» на её руке. Снова начинается землетрясение. Экран темнеет, на фоне слышатся звуки разрушений.

## В ролях
| Актёр          | Роль    |
| -------------- | ------- |
| Рё Касэ        | Акира   |
| Аяко Фудзитани | Хироко  |
| Аюми Ито       | подруга |

| Актёр               | Роль                      |
| ------------------- | ------------------------- |
| Дени Лаван          | господин Дерьмо           |
| Жан-Франсуа Бальмер | господин Воланд (адвокат) |
| Жюли Дрейфус        | переводчица               |

| Актёр          | Роль             |
| -------------- | ---------------- |
| Тэруюки Кагава | хикикомори       |
| Ю Аой          | разносчица пиццы |

## Съёмочная группа

### «Дизайн интерьера»
- Режиссёр и сценарист: Мишель Гондри
- Оператор: Масами Иномото
- Музыка: Этьен Шарри

### «Дерьмо»
- Режиссёр и сценарист: Леос Каракс
- Оператор: Каролина Шанпетье

### «Токиотрясение»
- Режиссёр и сценарист: Пон Чжун Хо
- Оператор: Джан Фукумото

## Номинации и награды
- Номинация за лучший фильм на Международном кинофестивале в Каталонии (2008).

## Критика
- Станислав Зельвенский (Афиша)[2]:

От расплодившихся краеведческих альманахов в духе «Комсомольск-на-Амуре, я тебя обожаю» «Токио!» отличается принципиальнейшим образом. Во-первых, все три режиссёра, используя японские реалии в большей (Бонг) или меньшей (Гондри) степени, воспринимают Токио не как точку на карте, а скорее как метафору современного мегаполиса; найдись другие инвесторы, на этом месте вполне могла быть Москва, не говоря уж о Нью-Йорке. И во-вторых, решительно никакой нежности столица Японии у авторов не вызывает. Гондри (которого желание быть милым когда-нибудь погубит) привычной акварелью пишет сентиментальный анекдот с элементами фантазии.

## Факты
- Фильм «Дерьмо» стал первой работой Леоса Каракса после девятилетнего перерыва. Дени Лаван, сыгравший в части «Дерьмо» главную роль, — любимый актёр Каракса, снимавшийся в его ранней трилогии: Парень встречает девушку, Дурная кровь, Любовники с Нового моста.